# Štadión Gabčíkovo
Štadión Gabčíkovo – stadion piłkarski w Gabčíkovie, na Słowacji. Obiekt może pomieścić 4000 widzów. Swoje spotkania rozgrywają na nim piłkarze klubu TJ OFC Gabčíkovo.